# Molí de Boixadors de Dalt
El molí de Boixadors de Dalt és un molí del municipi de Sant Pere Sallavinera (Anoia) inclòs en l'Inventari del Patrimoni Arquitectònic de Catalunya.

## Descripció
Es tracta d'una gran pairalia formada per un conjunt d'edificis entre els quals destaca el gran casal, de planta molt irregular, possiblement construïda en diverses etapes. A l'interior es conserven alguns mobles de l'època, així com diversos aparells de l'antic molí. El molí té una planta rectangular amb unes mesures de tres per cinc metres. Cobert amb una volta ogival, es pot observar tot el muntatge de les moles i una petita escala que accedeix al lloc del rodet i del desguàs.

## Història
Cap al 1512, Joan Bosch fundà dos molins fariners per ordre del senyor de Boixadors, que vivia al castell. La casa es construí vers el 1527, i l'habità el ferrer del senyor de Boixadors. Sembla que el molí segueix la mateixa cronologia.